# Araschnia vetula
Araschnia vetula is een vlinder uit de familie Nymphalidae. De wetenschappelijke naam van de soort is voor het eerst geldig gepubliceerd in 1859 door Gustav Heinrich Heydenreich.